# Antoine Andraos
Antoine Andraos (ur. 1950 w Bejrucie) – libański polityk, jeden z wiceprezesów Al-Mustaqbal.

## Życiorys
Antoine Andraos urodził się w 1950 w rodzinie prawosławnej. W 1973 r. otrzymał dyplom inżyniera na Uniwersytecie Św. Józefa. W 1976 wyjechał do Francji, gdzie pracował w przedsiębiorstwie należącym do późniejszego premiera Rafika Haririego. W 1993 został prezesem rządowego Funduszu dla Uchodźców. W 1996 oraz ponownie w 2000 i 2005 był wybierany deputowanym libańskiego parlamentu.